# Сибирский крестьянский союз
Сибирский крестьянский союз (СКС) — антикоммунистическая организация, действовавшая подпольно в Сибири в период Гражданской войны.

## Руководители, политическая программа и структура
Создание организации инициировал член ЦК Трудовой народно-социалистической партии В. И. Игнатьев, ранее состоявший во Временном правительстве Северной области и работавший в начале 1920 года в кооперации на Алтае.
Ядро руководителей Союза состояло из эсеров Г. И. Дьяконова, Е. Ф. Тяпкина, И. С. Юдина, С. П. Ельшевича-Тагунова, энесов Ф. А. Савченко и А. Ф. Меринова.
Программа организации декларировала формирование из крестьянства класса с делегированием ему главенствующей роли в области общественной жизни, политики и экономики, завершение Гражданской войны, возвращение к государственному правопорядку, восстановление гражданских прав, построение органов власти путём выборов, оставление земли в собственности государства с правом её использования исключительно рабочими, охрану труда, социальное страхование трудящихся и избавление их от власти капитала, сохранение неоднородной экономики.
Для достижения своих целей Союз планировал занять большинство в советах с помощью крестьянских съездов и организации представителей крестьянства, готовых активно отстаивать свои интересы.
Руководство велось посредством сибирских, губернских, уездных и волостных комитетов. В СКС могли вступить как трудящиеся крестьяне, так и любые российские граждане после одобрения местного комитета организации.

## Деятельность
В апреле 1920 года началось создание ячеек Союза; его деятельность сосредоточилась главным образом в Алтайской губернии, которая обладала людскими ресурсами, продовольствием, оружейными запасами и к тому же представляла собой надёжное укрытие благодаря наличию гор и тайги. На конец 1920 года в Барнаульском, Славгородском и Каменском уездах губернии было сформировано уже по несколько десятков группировок СКС; ячейки Союза были внедрены и на предприятия Барнаула, а также в 7-й кавалерийский и 40-й запас. полки РККА.
Согласно полномочному представителю ВЧК по Сибири И. П. Павлуновскому, с конца 1920 до начала 1921 года Сибирский крестьянский союз под руководстом энесов, эсеров и белогвардейцев располагал тысячами членов, действовал в Алтайской, Омской, Семипалатинской, Томской, Тюменской и Енисейской губерниях и внёс наибольший вклад в подготовку Западно-Сибирского восстания.
21 декабря 1920 года в Барнауле Алтайским губчека были арестованы Игнатьев и несколько близких к нему лиц; от всех задержанных сразу же удалось добиться признательных показаний, в результате чего чекисты смогли арестовать и ряд других участников Союза, а также разоружить их воинские группы, предупредив восстание, планировавшееся в Барнауле и городских окрестностях. Тем не менее полностью ликвидировать организацию не получилось, и члены СКС продолжили проявлять активность, сыграв значительную роль в Сорокинском восстании, вспыхнувшем 17 января 1921 года в северо-восточной части Барнаульского уезда.
Распоряжением Павлуновского с февраля по март 1921 года для предотвращения очередных волнений силами ВЧК было проведено большое число арестов, охвативших Алтайскую губернию, Тюмень, Ишим, Тобольск, Омск, Новониколаевск и Красноярск. Подавляющий процент всех арестованных, по версии чекистов, состоял из белогвардейцев, входивших в СКС.